# Anthurium caripense
Anthurium caripense är en kallaväxtart som beskrevs av George Sydney Bunting. Anthurium caripense ingår i släktet Anthurium och familjen kallaväxter. Inga underarter finns listade.